# Arlo Guthrie
Arlo Davy Guthrie (ur. 10 lipca 1947 w Nowym Jorku) – amerykański piosenkarz folkowy.
Jak u jego ojca, Woody'ego Guthriego, dużą część twórczości zajmują protest songi przeciwko niesprawiedliwości społecznej. Najsłynniejszym dziełem Arlo Guthriego jest "Alice's Restaurant Massacree", trwający 18 minut mówiony blues. W 1969 wystąpił na festiwalu w Woodstock, gdzie wykonał m.in. "Coming into Los Angeles".

## Dzieciństwo
Arlo urodził się w Brooklynie, dzielnicy Nowego Jorku, jako syn piosenkarza folkowego i autora tekstów, Woody'ego Guthriego i Marjorie Mazia Guthrie, drugiej żony Woody'ego. Miał troje rodzeństwa. Ukończył Stockbridge School w Massachusetts w 1965 i przez krótki okres uczęszczał do Rocky Mountain College.

## "Alice's Restaurant"
Jego najsłynniejszą pracą jest "Alice's Restaurant Massacree", trwający 18 minut i 34 sekund mówiony blues (talking blues). Na koncertach Arlo często wydłuża utwór nawet do 45 minut.
"Alice's Restaurant" jest satyrycznym sprzeciwem wobec obowiązkowego poboru do wojska podczas wojny w Wietnamie. Historia w niej opowiedziana oparta jest na prawdziwych wydarzeniach. Arlo dostał wezwanie do wojska, jednak został sklasyfikowany jako nienadający się do służby. Decyzja ta spowodowana była drobnym wykroczeniem zapisanym w jego aktach – został na krótko zatrzymany za zaśmiecanie miasta.

## Dyskografia
- Alice's Restaurant (1967)
- Arlo (1968)
- Running Down the Road (1969)
- Washington County (1970)
- Hobo's Lullaby (1972)
- Last of the Brooklyn Cowboys (1973)
- Arlo Guthrie (1974)
- Together in Concert (1975)
- Amigo (1976)
- The Best of Arlo Guthrie (1977)
- One Night (1978)
- Outlasting the Blues (1979)
- Power of Love (1981)
- Precious Friend (1982)
- Someday (1986)
- All Over the World (1991)
- Son of the Wind (1992)
- 2 Songs (1992)
- More Together Again (1994)
- Mystic Journey (1996)
- This Land Is Your Land: An All American Children's Folk Classic (1997)
- Alice's Restaurant – The Massacree Revisited (1997)
- Bouncing Around the Room on Sharin' in the Groove (2001)
- BanjoMan – a tribute to Derroll Adams (2002)
- Live in Sydney (2005)
- In Times Like These (2007)

## Wybrana filmografia
- Alice's Restaurant (1969)
- Renaldo and Clara (1978)
- Baby's Storytime (1989)
- Roadside Prophets (1992)